# جبريل برول
جبريل برول هو مجرم هولندي، ولد في 1691 في لاندخراف في هولندا، وتوفي في 10 سبتمبر 1743 في Ubach over Worms ‏ في هولندا بسبب شنق.